# せんだい泉エフエム放送
せんだい泉エフエム放送株式会社（せんだいいずみエフエムほうそう）は、宮城県仙台市泉区の一部地域を放送区域として超短波放送（FM放送）をする特定地上基幹放送事業者である。
fmいずみの愛称でコミュニティ放送を行っている。

## 概要
番組内容は、昼間の主婦向けやキッズ向け（ベッドタウン向け）番組、夕方の学生向け番組、ベガルタ情報、車・ドライブ情報などが多い。地域情報としては、泉区の他、隣接する青葉区や富谷市の情報が多い。
開局当初は、泉総合運動場近くに独立した局舎があり、「FM魔法の泉」という愛称であった。
泉中央駅前広場でのイベントの他、アリオ仙台泉（旧・イトーヨーカドー仙台泉店）やイオンタウン仙台泉大沢において、著名なアーティストをゲストに迎えた公開録音を行っている。2008年（平成20年）にイオン仙台泉大沢ショッピングセンターが開店する以前はイオン富谷ショッピングセンター（現・イオンモール富谷）でも公開録音が行われていた。
スキーシーズンになるとスプリングバレー泉高原スキー場のCMが時報に使われる。

## 沿革
- 2000年（平成12年）3月10日 - 開局。自社制作番組以外はミュージックバードのサイマル放送。
- 2005年（平成17年）
  - 7月 - 地下鉄・泉中央駅ビル（ヒューモススウィング）3階にスタジオ移転。
  - 10月1日 - 自社制作番組以外をJ-WAVEに切り替える。
- 2006年（平成18年）4月 - 東北福祉大学と減災力向上のための連携・協力をうたった「パートナーシップ協約」を締結。
- 2008年（平成20年）3月 - イオン仙台泉大沢ショッピングセンター（現・イオンタウン仙台泉大沢）のオープンと同時に、店内にサテライトスタジオを開設。
- 2011年（平成23年）
  - 3月11日 - 東北地方太平洋沖地震によって放送器材が故障し停波。スタジオのある泉中央駅ビルが被害を受け一時閉鎖された。
  - 3月12日 - 13時より泉区役所3Fに緊急に設置されたfmいずみ災害情報スタジオから生活情報などの緊急放送を行う。
  - 3月13日から3月22日 - 10 - 17時に放送を行う。
  - 3月23日から3月31日 - みやぎ仙台商工会（泉区野村）から10 - 17時に放送を行う。
  - 4月1日 - 泉中央駅ビルに戻り24時間放送を再開。
- 2020年（令和2年）1月5日24時 - SimulRadioでの配信を終了。

## 主な自社番組
2025年4月現在　◇は、生放送。
- ◇be A-live　月 - 木 9:00- 12:00、金 9:00- 11:30（2011年4月 - ）
  - 11:05頃から放送される人気コーナー「みんなの夢」は仙台市北部の幼稚園の園児に「好きな食べ物や動物」「将来なりたい職業」などをインタビューする。尚、10:00からは若林区のラジオ3、太白区のエフエムたいはくとのサイマル放送を行っている。
- ◇Daily! Cafe　月 - 木 13:00 - 16:00、金 14:00 - 16:30（2011年4月 - ）
- 高橋佳生 のハートでGood！　月 12:00 - 13:00
- さとうの気持ち　月 17:00  - 17:30
- 宗久真紀のアモーレ!カンターレ！　月 17:30 - 18:00
- fmいずみシアター　火 17:00 - 17:30
- KAYANOのラジオでしゃべりタイム　火 17:30 - 18:00
- RED ZONE　火　18:00  - 18:30
- サンドウィッチマンのラジオやらせろ! 火 18:30 - 19:00（日 18:30 - 19:00 再放送）
- 泉区プラスがラジオやるみたい　水 12:00 - 12:30
- ラジオねんきん探偵　水 12:30 - 13:00
- リメンバー・ブルー 金 17:30 - 18:00
- 週刊ベガトーク！！ 金 18:00 - 18:30（土 23:30 - 24:00 再放送）
  - ベガルタ仙台の応援番組。
- Smile Music Radio 金 18:30 - 19:00
- 「レジェンド」の言葉で夢を掴め！ドリマネHERO'ｓ!! 土 19:00 - 19:30
- はーやんのJourney to music 土 20:00 - 20:30
- サザンもりもりKUWATAなラジオ 土 20:30 - 21:00（2024年2月2日 - ）
- RIVIED-TIME 土 21:00 - 21:30
- ぐれもん☆フライデー 土 21:30 - 22:00
- 知代と優和翔のおだづもっこRadio  土 22:00 - 22:30
- 西園寺アネの！今日もあなたの大本命◎ 土 22:30 - 23:00（2024年7月5日 - ）
- Posts with replies by にゃんさんを推さNight 土 23:30 - 23:30※Youtubeアーカイブ配信あり
- 貝山幸子のボンジュール・パリ 日 9:30 - 10:00
- ウィークリーいずみ　日 10:00 - 10:30
- キャンパスアワー　日 10:30 - 11:00
- アイドル情報局&グレープ笑タイム 日　18:00 - 18:30（2021年1月9日 - ）

### 終了した自社番組
- 「Kayocoの一部」（月 18:00 - 19:00）基本的には生放送。マーティ・キーナートや楽天チアなど球団関係者などが出演した。
- 「イーグルスライブラジオ」　2007年4月から放送したプロ野球の東北楽天ゴールデンイーグルスのホームゲーム戦の中継番組。音楽を紹介しながらの実況という新しいスタイルで定着を図ろうとしていた。
- 「Lady, GO!」（月 - 金 9:00 - 12:00）月 - 金 10:00 - 11:00の時間帯をラジオ3にもネットされていた。現在は「be A-live」に引き継がれ、時間帯や放送内容はほぼ同じ。
- 「 CUBE－1－Music」（月 - 木 18:00 - 19:00） 基本的に生放送番組。現在は「Dream Step」に引き継がれ、時間帯や放送内容はほぼ同じ。
- Dream Step　月 - 木 18:00 - 19:00
- 高橋佳生の「昼ッパレード!」月 12:00 - 13:00
- 齋藤惣一朗アワ一30分　月 19:30 - 20:00
- ベガパラ 金 20:00 - 20:30（土 9:00 - 9:30 再放送）
  - ベガルタ仙台の応援番組。選手の独占インタビューがあり、人気番組。公式サイトには、監督や選手のインタビュー記事が掲載されており注目を集めている。
- ダイニングーバー 第2・4木 19:30 - 20:00
- はばたけっ!いずたん 第1・3・5木 19:30 - 20:00
- TOY POPS 金 19:00 - 19:30
- JAZZ交差点 金 20:30 - 21:00（日 18:30 - 19:00 再放送）
- ロックリエイション 金 21:30 - 22:00
- サタデー・ドライブ・マーケット　土 14:00 - 16:00
- Izumi Heart Station　土 21:30 - 12:30（2011年4月 - ）

## ネット放送
- FMいずみ主幹で東北29局とラジオつくばにネット
  - 「サンドウィッチマンのラジオやらせろ!」

サイマルラジオを通してインターネットでも聴取可能。
- FMいずみ主幹でラジオ3とエフエムたいはくにネット
  - 「be A-live」：FMいずみで毎週月 - 金 9:00 - 12:00に放送している帯番組。この番組の10:00 - 12:00の時間帯をラジオ3とエフエムたいはくにネットしている。
- ラジオ3主幹で宮城県内5局ネット
  - Jリーグ・ベガルタ仙台の試合を生中継（アウェイ戦中心）している。
- ラジオ3局主幹でFMいずみにネット
  - 「マイタウンレディオ」：毎週月 - 木 16:30 - 17:00の帯番組

## 放送外
- 放送以外にも県内外で精力的にイベントプロデュースを手がけている。特にサイエンスショー、子供向けワークショップを得意としている。それらの講師のひとりに、同社のアナウンサーで取締役事業部長でもある阿部清人がいる。防災士の資格をもち、科学実験を交えて講演する「防災エンスショー」が注目を集め、全国をまわっている。また社会教育事業では、「あなたもDJ講座」で小学生向けの放送体験教室を開いたり、泉パークタウンをフィイールドエリアとした「キッズタウンサミット」を主催し、地元新聞などに取り上げられた。2006年（平成18年）には、文部科学省委託事業である地域子ども教室を受託し、「fmいずみキッズラジオ」を開講した。
- 開局10周年企画「泉サウンドファイル」では泉区内の様々な音を収録している。この音が時報の替わりに放送で流されることがある。現在までに放送された音は、ユアテックスタジアムのベガルタ仙台のサポーターの声援、泉が岳の湧き水、泉中央駅ビルの鐘の音、東北学院大学泉キャンパス礼拝堂のパイプオルガン、など。
- 2010年（平成22年）4月、泉パークタウン タピオでの「タピオ館立オープン大学」の開学とともに、事務局となった。月 - 金、毎日19:00 - 20:00受講料無料の社会教育活動を行っている。